# رون ماك أوليف
رون ماك أوليف (بالإنجليزية: Ron McAuliffe)‏ هو لاعب دوري الرغبي وسياسي أسترالي، ولد في 25 يونيو 1918 ببريزبان في أستراليا، وتوفي في 16 أغسطس 1988 في أستراليا بسبب سكتة. حزبياً، نشط في حزب العمال الأسترالي. وقد انتخب عضو مجلس الشيوخ الأسترالي ‏ عن دائرة كوينزلاند (1 يوليو 1971 – 30 يونيو 1981).